# 朱驥
朱驥（1419年—1462年），字漢房，直隸蘇州府常熟縣人，民籍。明朝政治人物。同進士出身。

## 生平
正統三年（1438年）戊午科應天府鄉試第六十四名。正統七年（1442年）壬戌科會試第一百三十五名，殿試登進士第三甲第十九名。正統七年進士，授行人司行人，擢监察御史，侃侃論事，不為權貴所屈，官至廣西參議，討平寇盜。天顺六年（1462年）卒。

## 家族
曾祖父朱伯亨。祖父朱貴二。父亲朱士進。